# کیم جه ووک
کیم جه ووک (کره‌ای: 김재욱; هانجا: 金材昱؛ متولد ۲ آوریل ۱۹۸۳) مدل و بازیگر اهل کره جنوبی است. او در سریال قهوه پرنس (۲۰۰۷)، فیلم کمدی « عتیقه» (۲۰۰۸)،سریال پسر بد(۲۰۱۰)، سریال رمزآلود تو کی هستی؟ (۲۰۱۳)، درام دلهره آور صدا و دمای عشق (۲۰۱۷)، مهمان (۲۰۱۸) و زندگی خصوصی او (۲۰۱۹) و عشق دیوانه وار (۲۰۲۲)  نقش آفرینی کرده است.

## دوران جوانی
کیم در سئول کره جنوبی متولد شد و تا قبل از بازگشت به کره جنوبی در ژاپن بزرگ شد. پدرش به عنوان روزنامه‌نگار کار می‌کرد و به عنوان یک خبرنگار خارجی به ژاپن منتقل شد. او شروع به اجرای موسیقی در یک گروه موسیقی کرد، و پس از آن زمانی که ۱۷ ساله بود، شغل مدلینگ را شروع کرد.  از آنجایی که مدت زمانی طولانی در ژاپن زندگی می‌کرد، به زبان ژاپنی مسلط است.

## حرفه

### ۲۰۰۲–۲۰۱۱: شروع کار و دستیابی به موفقیت
در سال ۲۰۰۲، کیم به عنوان عضو یک گروه موسیقی مستقل در سریالی به نام حاکم جهان خود در شبکه MBC کار خود را آغاز کرد. پس از این نقش، او به مدت ۵ سال بر روی شغل مدلینگ خود تمرکز کرد. در سال ۲۰۰۷، او در سال ۲۰۰۷ در نقش "نو سونکی" در سریال " قهوه پرنس" بازی کرد. این نقش او را در کره جنوبی و چندین کشور آسیایی به شهرت رساند. بعد از آن در سال ۲۰۰۸ در درام امپراتور بادها، ظاهر شد و به عنوان سفیر حسن نیت برای نهمین فیلم جشنواره بین‌الملل جئونجو (JIFF) در می ۲۰۰۸ انتخاب شد.
کیم سپس در اولین فیلم خود، Antique، بر پایه مانگای شیرینی پزی Antique بازی کرد، که به ۵۹امین جشنواره فیلم بین‌المللی برلین دعوت شده بود. او نقش یک سرآشپز همجنسگرا را بازی می‌کند که در یک شیرینی پزی کار می‌کند. او جایزه Best New Actor را در مراسم ۱۶امین جوایز صنعت سرگرمی کره به دست آورد. در اکتبر ۲۰۰۹، او یک گروه راک مدرن به نام Walrus را تشکیل داد، که به عنوان گیتاریست و خواننده در آن فعالیت می‌کرد. نام گروه از نام تک آهنگ گروه بیتلز به نام " من شیرماهی هستم " گرفته شد.
کیم اولین نقش اصلی خود را در درام کره ای ژاپنی "Bee TV" به نام حافظه ات را به من بده: عشق پیگملیون ایفا کرد که در مارس ۲۰۱۰ پخش شد. در همان سال، او در مجموعه تلویزیونی ملودرام " پسر بد"، بازی کرد و در مجموعه کمدی عاشقانه Marry Me, Mary حضور پیدا کرد.
قبل از اینکه در سال ۲۰۱۱ برای سربازی نام‌نویسی کند، از ۱۴ می تا ۱۹ ژوئن ۲۰۱۱ در نمایش موزیکال راک، Hedwig و Angry Inch بازی کرد.

## ۲۰۱۳–۲۰۱۶: بازگشت
پس از اتمام خدمت اجباری نظامی خود، کیم با بازی در سریال تلویزیونی تو کی هستی؟ به عرصه بازیگری بازگشت، در نقش دوست پسر مرده کاراکتر So Yi-hyun. در سال ۲۰۱۴، کیم در سریال اکشن نسل الهام بخش به عنوان رقیب کیم هیون جونگ بازی کرد، اما پس از قسمت ۸ به دلیل شرایط غیرقابل اجتناب، سریال را ترک کرد.
در سال ۲۰۱۵، کیم برای نقش اصلی در فیلم کمدی فانتزی Plank Constant انتخاب شد، که نقش یک فیلمنامه‌نویس با فانتزی‌های عجیب و غریب جنسی را بازی می‌کند.
در سال بعد، کیم در نقش یک اشراف‌زاده ژاپنی که با کاراکتر سون یه جین، شاهزاده خانم Deokhye ازدواج می‌کند در فیلم آخرین شاهزاده خانم ایفای نقش نمود. در همان سال، کیم نقش اصلی را در فیلم دو اتاق، دو شب به عنوان یک مدیر فیلم محبوب از آن خود کرد که در این نقش او سعی می‌کند روابط عاشقانه خود را با دوست دختر فعلی و دوست دختر سابقش حفظ کند.

## ۲۰۱۷-حال حاضر: افزایش شهرت
در ژانویه ۲۰۱۷، کیم در فیلم عاشقانه دیگری بازی کرد و نقش یک افسر پلیس را داشت که کاراکترSeo Ye-ji را آنلاین پیدا می‌کند و یک قرارداد خودکشی با او می‌بندد. او همچنین نقش مقابل سریال دلهره آور صدا را بازی می‌کند، که از شبکه OCN پخش شد، و بخاطر بازی خوبش به عنوان یک قاتل سریالی مورد تحسین قرار گرفت. در همان سال در ماه ژوئیه، کیم در سریال عاشقانه " Temperature of Love " نقش آفرینی کرد، که نقش یک تاجر ثروتمند را داشت.
در سال ۲۰۱۸، کیم در کار موزیکال سه‌گانه Amadeus در کنار Jo Jung-suk و Kim Sung-kyu بازی کرد. فیلم ژاپنی کیم با عنوان خواب پروانه ای در ژاپن در ماه می ۲۰۱۸ اکران شد. در همان سال، او در سریال دلهره آور و ماوراءالطبیعه شبکه OCN مهمان بازی کرد.
در سال ۲۰۱۹، کیم به عنوان نقش اصلی در سریال کمدی عاشقانه زندگی خصوصی او همراه با پارک مین یانگ ایفای نقش نمود.
بعد از سه سال در سال ۲۰۲۲ جه ووک در درام کمدی (عشق دیوانه وار) با کریستال همبازی شد.
و در سال بعد یعنی ۲۰۲۳ در بخش دوم سریال (بازی مرگ) به عنوان قاتل سریالی حضور پیدا کرد.

## زندگی شخصی
در ماه می ۲۰۱۱، همراه با مدل‌های مد ژانگ یون جو، جی هیون-جون، هان هیه جین و سونگ کیونگ آه، در نوشتن کتاب تاپ مدل همکاری کرد، این کتاب بر اساس تجارب آنها در این صنعت نوشته شده‌است. او سپس بعد از ۵ هفته تمرین پایه نظامی در ماه ژوئیه سال ۲۰۱۱ به مدت ۲۱ ماه برای خدمت سربازی اجباری اسم‌نویسی کرد. در ماه ژوئن سال ۲۰۱۵، کیم قرارداد جامعی با سازمان مدیریت Better ENT امضا کرد. در ژوئن ۲۰۱۷، او سازمان Better ENT را ترک کرد و با سازمان جدید Management SOOP قرارداد امضا کرد.

## فیلم‌شناسی

### فیلم
| سال  | عنوان              | نقش                  |
| ---- | ------------------ | -------------------- |
| ۲۰۰۶ | انحصار             |                      |
| ۲۰۰۸ | عتیقه              | حداقل Sun-woo (Ono)  |
| ۲۰۱۰ | قلب طلایی          | یو سونگ              |
| ۲۰۱۰ | انفجار             | الکس                 |
| ۲۰۱۵ | C'est Si Bon       | کانگ مونگ چان (کایا) |
| ۲۰۱۵ | پلکان ثابت         | کیم وو جوی           |
| ۲۰۱۶ | دو اتاق، دو شب     | درون سونگ            |
| ۲۰۱۶ | آخرین شاهزاده خانم | بنابراین Takeyuki    |
| ۲۰۱۷ | یک راه دیگر        | سو وان               |
| ۲۰۱۸ | خواب پروانه        | Soh Chan-hae         |

### مجموعه‌های تلویزیونی
| سال  | عنوان                                  | نقش                             | شبکه          |
| ---- | -------------------------------------- | ------------------------------- | ------------- |
| ۲۰۰۲ | حاکم جهان شما                          | کی هنگ (عضو گروه)               | MBC           |
| ۲۰۰۷ | شاهزاده قهوه                           | نه خورشید                       | MBC           |
| ۲۰۰۷ | دال جی بهار                            | چون هات                         | KBS2          |
| ۲۰۰۸ | سرزمین بادها                           | چو Bal-so                       | KBS2          |
| ۲۰۱۰ | حافظه خود را به من بدهید: عشق پیگملیون | کیم جون                         | BeeTV         |
| ۲۰۱۰ | پسر بد                                 | هنگ تسونگ                       | SBS           |
| ۲۰۱۰ | عروسی من                               | بایون یونگ در                   | KBS2          |
| ۲۰۱۳ | شما کی هستید؟                          | لی Hyung-joon                   | tvN           |
| ۲۰۱۴ | نسل الهام بخش                          | کیم سو-خوب                      | KBS2          |
| ۲۰۱۴ | جشنواره درام "4teen"                   | بزرگسالان جون یی (حضور افتخاری) | MBC           |
| ۲۰۱۵ | وسوسه شیرین                            | سی دقیقه                        | Naver TV Cast |
| ۲۰۱۷ | صدا                                    | Mo Tae-gu                       | OCN           |
| ۲۰۱۷ | دمای عشق                               | پارک جونگ وو                    | SBS           |
| ۲۰۱۸ | مهمان                                  | چی یون                          | OCN           |
| ۲۰۱۸ | امتحان خدا: راه اندازی مجدد            | کیمیا                           | OCN           |
| ۲۰۱۹ | زندگی خصوصی او                         | رایان گلد                       | tvN           |
| ۲۰۲۲ | عشق دیوانه‌وار                          | نو گو-جین                       | کی‌بی‌اس۲       |

بازی مرگ در نقش جئونگ گیول چول

### تئاتر
| سال  | عنوان               | نقش                   |
| ---- | ------------------- | --------------------- |
| ۲۰۱۸ | امدوس               | ولفگانگ آماده موتزارت |
| ۲۰۱۱ | هدیوج و عصبانی اینچ | هدویگ                 |

## جوایز
| سال  | جایزه                           | دسته‌بندی | کار نامزد شده | نتیجه  | مرجع. |
| ---- | ------------------------------- | --- | --- | ------ | ----- |
| ۲۰۰۷ | جوایز اول کره درام              | جایزه محبوبیت Netizen | شاهزاده قهوه \|style="background: #9EFF9E; color: #000; vertical-align: middle; text-align: center; " class="yes table-yes2 notheme"\|برنده | [ ۴۰ ] |       |
| ۲۰۰۸ | جشنواره سرگرمی فرهنگی کره شمالی | بهترین بازیگر جدید | عتیقه \|style="background: #9EFF9E; color: #000; vertical-align: middle; text-align: center; " class="yes table-yes2 notheme"\|برنده        | [ ۴۱ ] |       |
| ۲۰۰۸ | جوایز فستیوال مدل آسیا          | data-sort-value="" style="background: var(--background-color-interactive, #ececec); color: var(--color-base, #2C2C2C); vertical-align: middle; text-align: center; " class="table-na" \| — \|style="background: #9EFF9E; color: #000; vertical-align: middle; text-align: center; " class="yes table-yes2 notheme"\|برنده | [ ۴۲ ] |        |       |
| ۲۰۱۷ | SBS جایزه درام                  | جایزه تعالی، بازیگر در یک درام دوشنبه و سه شنبه | style="background: #FDD; color: black; vertical-align: middle; text-align: center; " class="no table-no2"\|نامزدشده                         |        |       |